# 特羅爾許爾灣
特羅爾許爾灣（英語：Trollhul），是南極洲的海灣，位於南喬治亞島南岸，處於失望角西北面7公里的格雷冰川終點處，現時由英國海外領土管轄。